# Marielena Davila
Maria Elena Davila (Caracas, 3 de maio de 1992), mais conhecida como 
Marielena Davila, é uma atriz venezuelana.

## Filmografia

### Cinema
| Ano  | Titulo         | Papel     | Notas        |
| ---- | -------------- | --------- | ------------ |
| 2011 | The Last Event |           |              |
| 2011 | Delusion       | Menina    |              |
| 2012 | Lifeless       | Mia       |              |
| 2015 | Audition       | Ela mesma | Documentário |

### Televisão
| Ano       | Titulo                     | Papel                        | Notas |
| --------- | -------------------------- | ---------------------------- | ----- |
| 2014      | En otra piel               | Jennifer Andrade             |       |
| 2014-2015 | Voltea pa' que te enamores | María Matilda Ramos Valverde |       |
| 2020      | 100 días para enamorarnos  | Soledad "Sol" Bernal         |       |
| 2021      | La suerte de Loli          | Jessica Contreras Castro     |       |